# Bill Muckalt
Bill Muckalt (né le 15 juillet 1974 à Surrey dans la province de Colombie-Britannique au Canada) est un joueur professionnel canadien de hockey sur glace devenu entraîneur. Il évolue au poste d'ailier droit.

## Biographie

### Carrière de joueur
Muckalt provient de la Ligue de hockey junior de la Colombie-Britannique et est repêché en 221e position par les Canucks de Vancouver lors du repêchage d'entrée de 1994 dans la Ligue nationale de hockey. L'année suivant son repêchage, il rejoint les Wolverines de l'Université du Michigan avec lesquels il joue pendant quatre saisons. Il remporte le championnat de la NCAA avec les Wolverines en 1996 et en 1998. À sa dernière saison, après avoir réalisé 32 buts et 67 points en 46 matchs, il figure parmi les finalistes pour l'obtention du trophée Hobey Baker remis au meilleur joueur de la NCAA, honneur qui revient finalement à Chris Drury de l'Université de Boston.
Il passe de l'université à la LNH en 1998-1999 lorsqu'il se taille un poste avec les Canucks et termine avec une récolte de 36 points, dont 16 buts. La saison suivante, il est échangé aux Islanders de New York avec Dave Scatchard et Kevin Weekes contre Félix Potvin et des choix de repêchage. Il passe une saison et demie avec les Islanders avant d'être échangé à l'été 2001 aux Sénateurs d'Ottawa avec Zdeno Chára et un choix de premier tour au repêchage qui s'avère être Jason Spezza contre Alekseï Iachine.
Il ne joue qu'une seule saison avec les Sénateurs, avec lesquels il ne parvient pas à marquer un but, puis signe comme agent libre avec le Wild du Minnesota. Il connaît un bon début avec le Wild avec cinq buts et huit points à ses cinq premières parties mais une dislocation de l'épaule lui fait manquer la quasi-totalité de la saison. Ceci est également le cas pour la saison suivante alors qu'il ne joue qu'une dizaine de parties dans la Ligue américaine de hockey avec les Aeros de Houston.
Après avoir manqué deux saisons complètes, il signe en août 2006 avec le Vitiaz Tchekhov en Superliga russe mais ne jouera finalement jamais avec l'équipe.

### Carrière d'entraîneur
Il commence une carrière d'entraîneur en 2006 lorsqu'il devient entraîneur adjoint puis entraîneur-chef en 2007 des Eagles de l'université de l'Est du Michigan. En 2008, il devient entraîneur-chef pour les Flyers de Valencia dans la Western States Hockey League puis deux ans plus tard, il entraîne une saison avec les Mustangs du Nouveau-Mexique dans la North American Hockey League. En 2011, il rejoint les Huskies de Michigan Tech comme entraîneur adjoint. Après quatre saisons, il est nommé en 2015 entraîneur-chef et directeur général du Storm de Tri-City dans la United States Hockey League,.

## Statistiques
| Saison     | Équipe                 | Ligue      |     | Saison régulière | Saison régulière | Saison régulière | Saison régulière | Saison régulière |   | Séries éliminatoires | Séries éliminatoires | Séries éliminatoires | Séries éliminatoires | Séries éliminatoires |
| Saison     | Équipe                 | Ligue      | PJ  | B                | A                | Pts              | Pun              | PJ               | B | A                    | Pts                  | Pun                  |                      |                      |
| 1991-1992  | Centennials de Merritt | LHJCB      | 55  | 14               | 11               | 25               | 75               | -                | - | -                    | -                    | -                    |                      |                      |
| 1992-1993  | Centennials de Merritt | LHJCB      | 59  | 31               | 43               | 74               | 80               | -                | - | -                    | -                    | -                    |                      |                      |
| 1993-1994  | Centennials de Merritt | LHJCB      | 43  | 58               | 51               | 109              | 99               | -                | - | -                    | -                    | -                    |                      |                      |
| 1993-1994  | Spartans de Kelowna    | LHJCB      | 15  | 12               | 10               | 22               | 20               | -                | - | -                    | -                    | -                    |                      |                      |
| 1994-1995  | Wolverines du Michigan | CCHA       | 39  | 19               | 18               | 37               | 42               | -                | - | -                    | -                    | -                    |                      |                      |
| 1995-1996  | Wolverines du Michigan | CCHA       | 41  | 28               | 30               | 58               | 34               | -                | - | -                    | -                    | -                    |                      |                      |
| 1996-1997  | Wolverines du Michigan | CCHA       | 36  | 26               | 38               | 64               | 69               | -                | - | -                    | -                    | -                    |                      |                      |
| 1997-1998  | Wolverines du Michigan | CCHA       | 46  | 32               | 35               | 67               | 94               | -                | - | -                    | -                    | -                    |                      |                      |
| 1998-1999  | Canucks de Vancouver   | LNH        | 73  | 16               | 20               | 36               | 98               | -                | - | -                    | -                    | -                    |                      |                      |
| 1999-2000  | Canucks de Vancouver   | LNH        | 33  | 4                | 8                | 12               | 17               | -                | - | -                    | -                    | -                    |                      |                      |
| 1999-2000  | Islanders de New York  | LNH        | 12  | 4                | 3                | 7                | 4                | -                | - | -                    | -                    | -                    |                      |                      |
| 2000-2001  | Islanders de New York  | LNH        | 60  | 11               | 15               | 26               | 33               | -                | - | -                    | -                    | -                    |                      |                      |
| 2001-2002  | Sénateurs d'Ottawa     | LNH        | 70  | 0                | 8                | 8                | 46               | -                | - | -                    | -                    | -                    |                      |                      |
| 2002-2003  | Wild du Minnesota      | LNH        | 8   | 5                | 3                | 8                | 6                | 5                | 0 | 0                    | 0                    | 0                    |                      |                      |
| 2003-2004  | Aeros de Houston       | LAH        | 9   | 0                | 3                | 3                | 6                | -                | - | -                    | -                    | -                    |                      |                      |
| Totaux LNH | Totaux LNH             | Totaux LNH | 256 | 40               | 57               | 97               | 204              | 5                | 0 | 0                    | 0                    | 0                    |                      |                      |

## Trophées et honneurs personnels
- 1994-1995 : nommé dans l'équipe d'étoiles des recrues de la CCHA.
- 1997-1998 : 
  - nommé dans la première équipe d'étoiles de la CCHA.
  - nommé dans la première équipe d'étoiles de la région Ouest de la NCAA.